# Nathan Abshire
Nathan Abshire (1913-1981) est un accordéoniste cadien (1913-1981). Il est connu surtout pour sa chanson Pine Grove Blues.